# 東予祭り

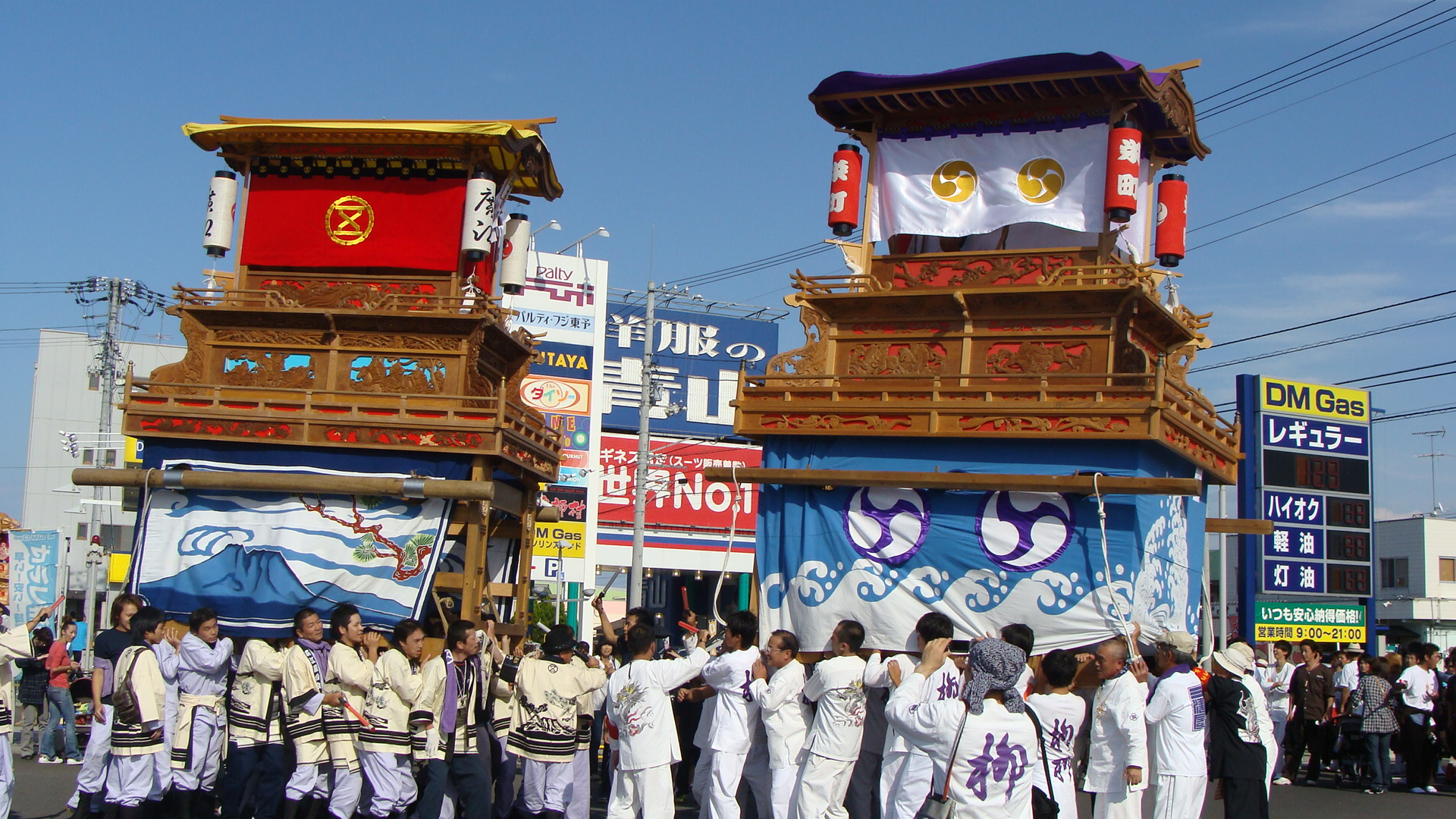
東予祭りでのだんじり（愛媛県西条市）

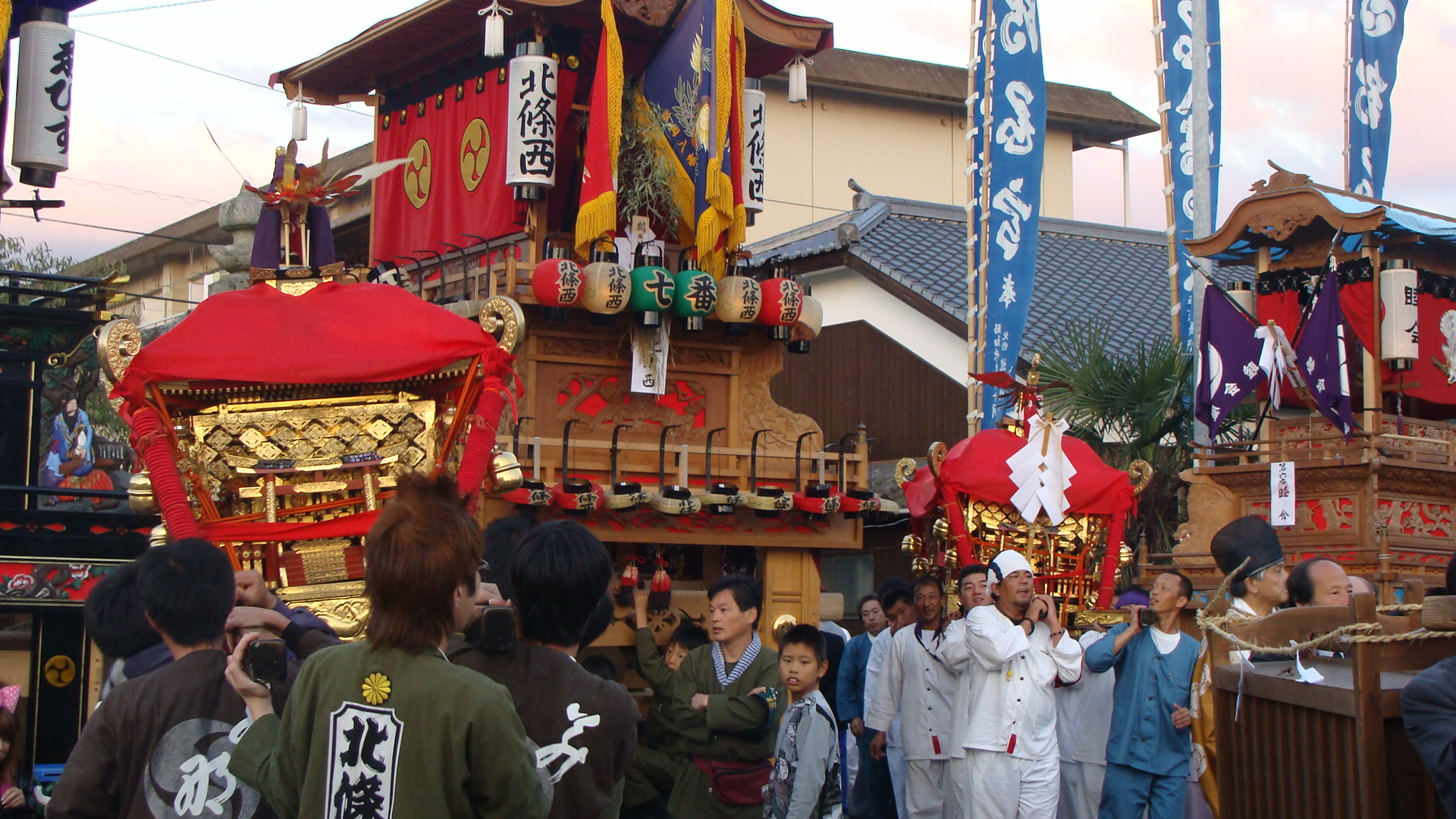
東予祭りお旅所でのだんじりと御神輿

東予祭り（とうよまつり）とは、愛媛県西条市で行われる秋祭りのうち、平成の大合併以前の地域（旧東予市）の旧東予市合併誕生前の旧壬生川町で行われる神社の祭礼の名称である。

## 概要
旧西条市で有名な西条祭りと同じく、主にだんじり（屋台）が奉納されている。平成になり、だんじりの数が増加し、より一層盛んになってきている。
体育の日（10月）の前々日の夜にJR壬生川駅前で行われる、統一かきくらべは、蝋燭を灯した提灯が映える夜の祭りであり、異なる神社に奉納するだんじりが集まり、その光景が新たな名物となりつつある。また、フジ東予店駐車場に日中集まり行う、統一かきくらべも存在する。

## 歴史
江戸時代において、旧東予市に位置する周布郡内の石田村・玉之江村・周敷村（小松藩領周敷村と隣接）の3村は西条藩領であった。天保13年（1842）に編纂された『西條誌』の周敷村の項には、村内に鎮座する周敷神社（西条市周布）の祭礼について「祭礼九月十一日・御代参あり、台尻数五」という記述があり、この地域にも台尻（だんじり）が運行されていた。さらに弘化5年（1848年）には、小松藩領南川村に鎮座する高鴨神社（西条市小松町南川）の神主の日記中、小松藩への伺いの中に「玉之江村だん志り」の記述がある。
明治時代の初め頃までは周布の本郷に舁きだんじりがあったが、明治5年（1872）頃に解体された。本郷部落はその後獅子を購入し獅子舞を行うようになったという。明治末頃には周布久枝が西条の大町新町からミコシ（御輿楽車）を購入し運行、三津屋においても大正時代から厳島神社の祭礼で西条の御輿楽車と同型の「檀尻」が2台運行されていた。先述の玉之江では大正時代末期に2台のだんじりがあり、村中の大きな道だけを伊勢音頭の太鼓・笛で御廻りを行っていた。またこの頃の壬生川のだんじり（屋台）についてはあまり研究が進んでいないが、戦前には20台近くあったとも言われている。
戦後になると屋台の奉納は一時衰退し、三津屋の檀尻（御輿楽車）も昭和30年代に姿を消した。その後、昭和53年（1978）に壬生川本町屋台が復活し、平成に入ると奉納される屋台の数も増加した。現在は毎年10月体育の日の前々日に統一行動が行われるなど盛況を呈している。

## 各地区（神社）ごとの祭礼

### 鶴岡八幡神社祭礼
毎年10月体育の日の前々日と前日に行われ、東予祭りの中で最大規模となっている。神紋は左三巴。
神紋はだんじりでよく目立つ高覧幕に刺繍や染め抜かれたり、法被や提灯等にも描かれる。

#### 奉納だんじり
親善会、三津屋祭会(御神楽)、北条南屋だんじり会、北条新田だんじり会、北条西だんじり会、ゑびす祭会、睦会(休台中)（三津屋には別に子供だんじりもある）

### 保内八幡神社祭礼
毎年10月体育の日の前々日と前日に行われる。神紋は左三巴

#### 奉納屋台
本町屋台保存会、本友会、栄町、明理川明柳会(以上がだんじり)、喜多台旭太鼓台

### 宇賀神社祭礼
毎年10月体育の日の前々日と前日に行われる。神紋は左三巴

#### 奉納だんじり
本町屋台保存会

### 柳森神社祭礼
毎年10月体育の日の前々日と前日に行われる。神紋は左三巴

#### 奉納だんじり
明理川明柳会

### 三穂神社祭礼
毎年10月15日・16日に行われる。神紋蔓柏

#### 奉納だんじり
今在家屋台保存会

### 五所神社徳威神社祭礼
毎年10月15日・16日に行われる。神紋は丸に立鼓

#### 奉納だんじり
廣江屋台会

### 徳威神社祭礼
毎年10月15日・16日に行われる。神紋は左三巴

#### 奉納だんじり
廣江屋台会、吉田会、石田会

### 闇罔神社祭礼
毎年10月15日・16日に行われる。神紋は左三巴

#### 奉納だんじり
石田会 - 平成25年奉納

### 他
上記以外の神社にも子供だんじりが奉納されている所が幾つかある。